# Nazionale maschile di calcio a 5 della Romania
La nazionale di calcio a 5 della Romania è, in senso generale, una qualsiasi delle selezioni nazionali di Calcio a 5 della Federaţia Română de Fotbal che rappresentano la Romania nelle varie competizioni ufficiali o amichevoli riservate a squadre nazionali.

## Storia
La nazionale romena ha una storia brevissima che inizia nel 2003 con le qualificazioni al FIFA Futsal World Championship 2004 a Taiwan: inserita nel girone 9 disputato in Repubblica Ceca, la Romania è giunta ultima battuta dai padroni di casa e da Israele. L'anno dopo partecipa alle qualificazioni per lo 2005: dopo una prequalificazione in cui passa il turno ai danni dell'Armenia, giunge ultima nel girone 2 che ha visto qualificarsi l'Ucraina. Nel 2007 infine vince il girone di prequalificazione all'Europeo mettendo in fila Lettonia, Bulgaria e Inghilterra, viene poi sorteggiata nel gruppo G assieme a Slovenia padrona di casa, Belgio e Moldavia. L'arrivo a pari merito tra i romeni e le prime due nominate fa sì che per differenza reti sia la Romania sorprendentemente ad accedere alla fase finale in Portogallo, prima della sua storia. In terra lusitana la formazione romena vince all'esordio sorprendendo 8-4 la Repubblica Ceca ma poi cede all'Italia ed al Portogallo, completando un europeo comunque molto positivo per gli uomini di Zoltan Jakab.

## Rosa
Aggiornata alle convocazione per il campionato europeo 2018
Allenatore: Robert Lupu
| N. | Pos. | Giocatore       | Data di nascita/Età         | Squadra               |
| -- | ---- | --------------- | --------------------------- | --------------------- |
| 1  | POR  | Vlad Iancu      | 3 gennaio 1978 (40 anni)    | Informatica Timișoara |
| 12 | POR  | Petrişor Toniţă | 28 gennaio 1992 (26 anni)   | Autobergamo Deva      |
| 2  | LAT  | Florin Matei    | 8 dicembre 1983 (34 anni)   | Autobergamo Deva      |
| 3  | LAT  | Cristian Matei  | 12 marzo 1987 (30 anni)     | Autobergamo Deva      |
| 6  | DIF  | Emil Răducu     | 19 maggio 1984 (33 anni)    | St. Andrews           |
| 7  | DIF  | Florin Ignat    | 26 febbraio 1982 (35 anni)  | Autobergamo Deva      |
| 8  | LAT  | Octavian Cireș  | 27 gennaio 1993 (25 anni)   | United Galați         |
| 9  | LAT  | Felipe Oliveira | 16 dicembre 1992 (25 anni)  | Informatica Timișoara |
| 10 | PIV  | Dumitru Stoica  | 30 settembre 1981 (36 anni) | Autobergamo Deva      |
| 11 | LAT  | Sávio Valadares | 30 gennaio 1994 (24 anni)   | Informatica Timișoara |
| 15 | LAT  | László Szőcs    | 10 dicembre 1984 (33 anni)  | Székelyudvarhely      |
| 17 | PIV  | Alpar Csoma     | 22 marzo 1984 (33 anni)     | Autobergamo Deva      |
| 18 | DIF  | Paulo Ferreira  | 8 marzo 1985 (32 anni)      | Autobergamo Deva      |
| 20 | DIF  | Adrian Pânzaru  | 6 novembre 1985 (32 anni)   | Autobergamo Deva      |

## Risultati nelle competizioni internazionali

### Coppa del Mondo
- 1989 - non presente
- 1992 - non presente
- 1996 - non presente
- 2000 - non presente
- 2004 - non qualificata
- 2008 - non qualificata
- 2012 - non qualificata

### Campionato europeo
- 1996 - non presente
- 1999 - non presente
- 2001 - non presente
- 2003 - non presente
- 2005 - non qualificata
- 2007 - Primo turno
- 2010 - non qualificata
- 2012 - Quarti di finale
- 2014 - Quarti di finale
- 2016 - non qualificata
- 2018 - Primo turno

## Rose
Campionato europeo di calcio a 5 20071 László Klein, 2 Florin Matei, 3 Lóránd Szőcs, 4 Zoltán Mihály, 5 Gabriel Dobre, 6 Gabriel Molomfalean, 8 Marian Șotărcă, 9 Robert Lupu, 10 Dumitru Stoica, 11 Cosmin Gherman, 12 Cătălin Rizan, 13 George Tomescu, 14 László Szőcs, 15 Alpár Csoma, CT: Zoltán Jakab
Campionato europeo di calcio a 5 20121 Vlad Iancu, 2 Florin Matei, 3 Răzvan Radu, 4 Florin Ignat, 5 Gabriel Dobre, 6 Emil Răducu, 7 Robert Lupu, 8 Marian Șotărcă, 9 Ion Al-Ioani, 10 Dumitru Stoica, 11 Cosmin Gherman, 12 Ionuţ Florea, 13 Iuliu Safar, 14 Alpár Csoma, CT: Sito Rivera
Campionato europeo di calcio a 5 20141 Vlad Iancu, 2 Florin Matei, 3 Florin Ignat, 4 Cristian Matei, 5 Ionuţ Movileanu, 6 Emil Răducu, 7 Robert Lupu, 8 Marian Șotărcă, 9 Ion Al-Ioani, 10 Dumitru Stoica, 11 Cosmin Gherman, 12 Andrei Grigoraş, 14 Szabolcs Manya, 15 László Szőcs, CT: Nelu Stancea
Campionato europeo di calcio a 5 20181 Vlad Iancu, 2 Florin Matei, 3 Cristian Matei, 6 Emil Răducu, 7 Florin Ignat, 8 Octavian Cireş, 9 Felipe Oliveira, 10 Dumitru Stoica, 11 Sávio Valadares, 12 Petrişor Toniţă, 15 László Szőcs, 17 Alpár Csoma, 18 Paulo Ferreira, 20 Adrian Pânzaru, CT: Robert Lupu